# Cyril Kornbluth
Cyril Mary Kornbluth (New York, 23 juli 1923 - Chicago, 21 maart 1958 – pseudoniemen: Cecil Corman and S.D. Gottesman) was een Amerikaans sciencefictionschrijver. 
Kornbluth schreef vanaf zijn 15e jaar. Hij debuteerde in 1940 en schreef gedurende twee jaar verhalen voor verschillende sciencefictiontijdschriften. Kornbluths carrière werd onderbroken terwijl hij diende in het Amerikaanse leger in Europa tijdens de Tweede Wereldoorlog. Hij werd professioneel auteur in 1951. Zijn bekendste romans schreef hij samen met Frederik Pohl: The Space Merchants, Search the Sky en Wolfbane. Hun kort verhaal The Meeting won de Hugo Award in 1973. In 2001 werd hem een retroactieve Hugo toegekend voor de 'novelette' The Little Black Bag.
Al zijn korte verhalen werden verzameld in His Share of Glory: The Complete Short Fiction of C. M. Kornbluth (1997).
Kornbluth leed aan hoge bloeddruk en stierf aan een hartaanval op 34-jarige leeftijd.